# Hyposoter sanguinator
Hyposoter sanguinator là một loài tò vò trong họ Ichneumonidae.